# اتحاد مقدس

کشورهای ایجادکننده اتحاد مقدس، سال ۱۸۴۰.
----
امپراتوری اتریش
پادشاهی پروس
امپراتوری روسیه

اتحاد مقدس نام سازمانی بود که پس از سقوط ناپلئون توسط امپراتوران و سلاطین اروپا ایجاد شد و هدفش سرکوب نهضت‌های انقلابی و آزادی در اروپا بود. این سازمان در ۱۴ سپتامبر سال ۱۸۱۵ در پاریس رسماً تشکیل شد و در آن تزار روسیه، امپراتور اتریش و پادشاه پروس شرکت جستند. سپس تقریباً کلیه سلاطین و تاجداران اروپا که حافظ نظام اشرافی و مخالف هر گونه تحول دموکراتیک و استقلال طلبانه بودند به این اتحاد مقدس پیوستند. حتی بریتانیا هم اگر چه رسماً به این سازمان نپیوست ولی اصول آن را تأیید می‌کرد و علناً از سیاست آن طرفداری می‌کرد.

## پیشینه
کشورهای اروپایی، پس از شکست ناپلئون و پیروزی نهایی و انعقاد صلح، برای بررسی نتایج جنگ و تعیین سرنوشت اروپا، کنگره‌ای در وین تشکیل دادند. «کنگره وین» که جلسات آن از ۱۸ نوامبر و ۱۸۱۴ تا ۹ ژوئن ۱۸۱۵ ادامه داشت و منجر به انعقاد عهدنامه وین گردید. در این کنگره، نمایندگان کشورهای بزرگ اروپایی، یعنی اتریش، پروس، روسیه انگلستان و نیز نمایندگان کشورهای فرانسه، پرتغال و سوئد که عهدنامه صلح را امضا کرده بودند و همچنین اکثر کشورهای دیگر اروپایی شرکت داشتند و تعداد نمایندگان سیاسی کشورهای شرکت‌کننده در این کنگره بیش از ۲۱۶ نفر بود. کنگره وین هرگز عملاً افتتاح نشد، بلکه کمیسیونهای متعددی طرح‌های مورد نظر را آماده می‌کردند و این کمیسیون بالاخره در ۹ ژوئن ۱۸۱۵ سند نهایی را امضاء کرد.
بنابر تصمیمات کنگرهٔ وین، خاندان‌های سابق سلطنتی کشورهای اروپایی مجدداً به تاج و تخت خود بازگشتند، خاندان بناپارت خلع و تبعید گردید، فرانسه به مرزهای سابق خود در ۱۷۹۲ محدود شد، بلژیک ضمیمه هلند گردید، بی‌طرفی سوئیس رسماً اعلام شد و تغییرات وسیع دیگری نیز در نقشهٔ جغرافیایی قاره اروپا پدید آمد و قسمت اعظم مستعمرات خارجی نیز نصیب انگلستان شد. تنها چیزی که در این کنگره رعایت نشد حقوق و آرمان‌های ملت‌های اروپایی بود. امیدها و انتظارات مردم اروپا از اعلامیه‌های رسمی پادشاهان خود در زمان جنگ ۱۸۱۲ که وعده اصلاحات عمیق و اساسی را به آن‌ها داده بودند، به یأس و عدم رضایت عمومی مبدل شد. وعده‌ها ایفا نشد و آرزوهای اصلاح طلبان، غلیانی ایجاد کرد که مقدمهٔ انقلاب‌های جدیدی گردید.

## تشکیل اتحاد مقدس
امضا کنندگان اصلی عهدنامه وین (انگلستان، روسیه، اتریش و پروس) برای اجرای تصمیمات گرفته شده، در ۲۶ سپتامبر ۱۸۱۵ پیمانی به نام اتحاد مقدس منعقد کردند که فرانسه نیز در سال ۱۸۱۸ به آن ملحق گردید. مبتکران و رهبران عملی این سازمان کلمنز ونزل فن مترنیخ صدر اعظم اتریش و الکساندر اول تزار روسیه بودند. طرف‌های این معاهده که خود را اعضای یک خانواده مسیحی می‌دانستند تعهد کردند که جنبش های انقلابی که خواستار آزادی و حقوق مردم باشند را با توسل به زور سرکوب کنند، زیرا این نوع جنبش‌ها تهدیدی علیه حکومت‌های ایشان بود.

## کنگره‌های اتحاد مقدس و نتایج آنها
- کنگره وین (۱۸۱۵)، ترسیم دوباره نقشه اروپا و تشکیل اتحاد مقدس؛
- معاهده اول و دوم پاریس (۱۸۱۴–۱۸۱۵)، شکست فرانسه؛
- کنگره آخن (۱۸۱۸)، پیوستن فرانسه به اتحاد و پایان اشغال آن؛
- فرمان‌های کارلووی واری (کارلسباد) (۱۸۱۹)؛ مداخله سرکوب جنبش‌های انقلابی.
- کنگره اوپاوا (۱۸۲۰)، به رسمیت شناخته شدن حق مداخله؛
- کنگره لیوبلیانا (۱۸۲۱)، تأکید دوباره بر حق مداخله و مداخله در پادشاهی دو سیسل؛
- کنگره ورونا (۱۸۲۲)، دادن مأموریت به فرانسه برای مداخله در اسپانیا؛
- کنگره لندن (۱۸۳۰).

## اتحاد چهارجانبه و پنج‌جانبه
عدم کفایت اتحاد مقدس از یک سو و تضاد منافع روسیه با بریتانیا و اتریش از سوی دیگر دو کشور را برآن داشت تا خود ابتکار عمل را به کار گیرند و خلأ یک اتحاد قدرتمند را پر کنند. در ۲۰ نوامبر ۱۸۱۵ در پاریس پیمانی را که به پیمان چهارجانبه مشهور است امضا کردند که بعدها با امضای پیمان اکس - لاشاپل و افزوده شدن فرانسه به پیمان پنج‌جانبه تبدیل گشت.

## افول اتحاد مقدس
اصول اتحاد مقدس که بر اساس مشروعیت سلطنت و برتری قدرت‌های بزرگ، مداخله در امور داخلی کشورهای خارج از سازمان و کشورگشایی کشورهای عضو پایه‌گذاری شده بود به مرور زمان با وقوع جنبش‌های انقلابی مواجه گردید. بالاخره در نتیجه تضادهای داخلی بین سلاطین و پادشاهان عضو سازمان و بین منافع طبقات حاکم آن‌ها از قدرت اتحاد مقدس کاسته شد. وقوع انقلاب سال ۱۸۳۰ در فرانسه، آزادی ملت‌های بالکان و تشکیل کشورهای مستقلی چون یونان (۱۸۳۰)، بلژیک (۱۸۳۹)، رومانی، بلغارستان، آلبانی، موج انقلابات عظیم و پی در پی سال‌های ۱۸۴۶–۱۸۴۸ (موسوم به بهار ملت‌ها) در اغلب کشورهای اروپایی، وحدت ایتالیا (۱۸۷۰) و وحدت آلمان دیوارهای اتحاد مقدس را از هم گسیخت و آن را نابود کرد.
اختلاف‌نظر میان روسیه و بریتانیا در مورد چگونگی برخورد با جنبش‌های آزادی‌خواهی موجب تقسیم اروپا به دو جناح مختلف پادشاهی‌های مطلقه (روسیه، پروس و اتریش) و دولت‌های آزادی‌خواهی (بریتانیا، فرانسه و اسپانیا) شد. طرفداران محافظه‌کاری اشرافیت در ۱۸۳۳ در کنفرانس مونشن گراتز گرد هم آمدند و حق دخالت و کمک برای سرکوب جنبش‌های لیبرال را به رسمیت شناختند. در همان زمان در اسپانیا و پرتغال جنگ‌های داخلی بین لیبرال‌ها و سلطنت‌طلبان در جریان بود. فرانسه و بریتانیا در حمایت از لیبرال‌ها در ۲۲ آوریل ۱۸۳۴ کنفرانس لندن را ترتیب دادند که نقطه مقابل کنفرانس مونشن گراتز به‌شمار می‌رفت. حمایت کنفرانس لندن موجب پیروزی لیبرال‌ها در این دو کشور شد و اتحاد دولت‌های مستبد کنفرانس مونشن گراتز (روسیه، اتریش و پروس) را سست کرد.
اتحاد مقدس که از سال ۱۸۲۲ از فعالیت بازایستاده بود، با مرگ الکساندر امپراتور روسیه در سال ۱۸۲۵ عملاً محو گردید. اما از آن سال تا سال ۱۹۱۴، کنفرانس‌ها و کنگره‌های کمابیش گسترده یا محدودی در اروپا تشکیل شد و نمادی را به وجود آورد که به کنسرت اروپا معروف است.

## ایران و اتحاد مقدس
کشور ایران نیز از اتحاد مقدس بی بهره نماند و انعقاد تحمیلی عهدنامه ترکمانچای در سال ۱۸۲۸ میلادی، معلول حمایت اتحاد مقدس از روسیه بود. به موجب این معاهده، که مانند عهدنامه گلستان با وساطت سفیر انگلیس میان ایران و روسیه به امضا رسید، ایروان و نخجوان از ایران جدا و ضمیمهٔ روسیه گردید، رود ارس مرز ایران و روسیه شناخته شد و رژیم کاپیتولاسیون نیز برای روس‌ها و به دنبال آن برای سایر کشورها در ایران برقرار گردید.